# گالینا ریتووا
گالینا ریتووا (روسی: Галина Михайловна Рытова؛ زادهٔ ۱۰ سپتامبر ۱۹۷۵) ورزشکار واترپلو اهل روسیه-قزاقستان بود.
وی در مسابقات کشوری و بین‌المللی در مجموع برندهٔ ۳ مدال برنز شده‌است.